# Tribunal Especial para Kosovo
El Tribunal Especial para Kosovo (oficialmente y en inglés: Kosovo Specialist Chambers and Specialist Prosecutor’s Office) es un tribunal con sede en La Haya (Países Bajos), destinado a juzgar diversos delitos cometidos en el marco de la guerra de Kosovo. Alberga cuatro salas de especialistas y la oficina de fiscales, que pueden realizar sus actividades en el mismo tribunal o en el territorio de Kosovo. El tribunal fue establecido para los juicios de los presuntos crímenes cometidos por miembros del Ejército de Liberación de Kosovo (ELK), una organización paramilitar de etnia albanesa que buscó la separación de Kosovo de Yugoslavia durante la década de 1990 y la eventual creación de una Gran Albania. Los presuntos crímenes se refieren al período 1998-2000, al final de la guerra de Kosovo y directamente después contra "minorías étnicas y opositores políticos". El tribunal fue puesto en marcha a finales de 2017. Su presidente es, desde diciembre de 2016, la abogada búlgara Ekaterina Trendafilova.

## Creación
En 2001, el político suizo Dick Marty fue autor de un informe del Consejo de Europa en el que señaló que el ELK había cometido crímenes de guerra. En parte basado en ese informe, el fiscal del Grupo de Investigación Especial (SITF) de la misión EULEX de la Unión Europea por el Estado de Derecho en Kosovo concluyó que existían pruebas suficientes para el enjuiciamiento de "crímenes de guerra, crímenes de lesa humanidad y ciertos crímenes contra la ley kosovar". El tribunal se encuentra fuera de Kosovo a petición del fiscal para proporcionar una protección adecuada a los testigos.

## Casos
El primer ministro de Kosovo Ramush Haradinaj fue citado como sospechoso de crímenes de guerra en febrero de 2020, y se vio obligado a dimitir de su cargo.
El 24 de junio del mismo año, el fiscal del tribunal acusó formalmente al presidente de Kosovo Hashim Thaçi y a Kadri Veseli, líder del Partido Democrático de Kosovo, de crímenes de guerra y crímenes contra la humanidad, cometidos durante la guerra de Kosovo entre 1998 y 1999.